# Tristan da Silva
Pour les articles homonymes, voir Silva.
Tristan da Silva, né le 15 mai 2001 à Munich en Allemagne, est un joueur professionnel allemand de basket-ball ayant également la nationalité brésilienne. Il évolue aux postes d'ailier et ailier fort.

## Biographie
Tristan da Silva est le petit frère du joueur professionnel de basket-ball Oscar da Silva.

### Carrière junior
Le 29 avril 2024, il annonce s'inscrire à la draft 2024 de la NBA pour laquelle il est attendu qu'il soit sélectionné au premier tour.

## Palmarès et distinctions personnelles

### Universitaires
- First-team All-Pac-12 (2023)
- Second-team All-Pac-12 (2024)

## Statistiques

### En université
Les statistiques de Tristan da Silva en matchs universitaires sont les suivantes :
| Saison    | Équipe   | Matchs | Titul. | Min./m | % Tir | % 3pts | % LF | Rbds/m. | Pass/m. | Int/m. | Ctr/m. | Pts/m. |
| --------- | -------- | ------ | ------ | ------ | ----- | ------ | ---- | ------- | ------- | ------ | ------ | ------ |
| 2020-2021 | Colorado | 24     | 0      | 9.3    | .529  | .267   | .583 | 1.0     | .3      | .3     | .1     | 2.7    |
| 2021-2022 | Colorado | 31     | 31     | 28.3   | .479  | .373   | .797 | 3.5     | 2.0     | .6     | .5     | 9.4    |
| 2022-2023 | Colorado | 35     | 33     | 30.9   | .496  | .394   | .755 | 4.8     | 1.3     | 1.3    | .4     | 15.9   |
| 2023-2024 | Colorado | 34     | 34     | 33.8   | .493  | .395   | .835 | 5.1     | 2.4     | 1.1    | .6     | 16.0   |
| Carrière  | Carrière | 124    | 98     | 26.9   | .493  | .386   | .786 | 3.8     | 1.6     | .9     | .4     | 11.7   |